# ميغيل سافيدرا
ميغيل سافيدرا (بالإنجليزية: Miguel Saavedra)‏ (3 يوليو 1983 بميلواكي في الولايات المتحدة - ) هو لاعب كرة قدم أمريكي في مركز الوسط. لعب مع شيكاغو فاير ونادي دالاس وMilwaukee Rampage ‏ وNashville Metros ‏ وأتلانتا سيلفرباكس.

## وصلات خارجية
- ميغيل سافيدرا على موقع الدوري الأمريكي (الإنجليزية)
- ميغيل سافيدرا على موقع قاعدة بيانات كرة القدم.إي يو (الإنجليزية)